# 名鉄ト100形貨車
名鉄ト100形貨車（めいてつト100がたかしゃ）とは、かつて名古屋鉄道で運用されていた木造貨車（無蓋車）である。
30両が存在し、ト101 - ト104及びト109 - ト130は名古屋電気鉄道の木造無蓋車ト1形を車体更新した車両、ト105 - ト108は尾西鉄道から引き継いだ車両である。
ここでは派生したトフ1形、チ40形についても記述する。

## 概要
- 1913年（大正2年）に日本車輌製造で製造された名古屋電気鉄道の木造無蓋車ト1形は名古屋鉄道（初代）に引き継がれ、1927年（昭和2年）に4両が長物車のチ30形に改造。同年から1939年（昭和14年）に車体更新し、補助制動として手制動ブレーキがある5両のがトフ1形（トフ1 - トフ5）[注 1]、手制動ブレーキがない26両がト100形（ト101 - ト104、ト109 - ト130）となる。途中で1899年（明治32年）に製造された旧・尾西鉄道の無蓋車ト102、ト103、ト106、ト108を編入しト105 - ト108とし、総数は30両となる。
- 木造無蓋車であるが、一部の車両は側板を外して代用長物車としても使用されていた。1958年（昭和33年）には代用長物車として使用していた2両（ト101、ト105）は回転枕木の設置などを行い、ト150形（ト151、ト152）とともに長物車チ40形に改番し、チ40・チ41となる。
- ト100形は西部線及び瀬戸線、トフ1形、チ40形は西部線で運用された。ト100形は1962年（昭和37年）、トフ1形は1960年（昭和35年）、チ40形は1963年（昭和38年）に形式消滅した。